# Myer
Myer ist ein englischer Familienname.

## Herkunft und Bedeutung
Myer ist eine anglisisierte Variante des deutschen Familiennamens Meier.

## Namensträger
- Albert J. Myer (1828–1880), US-amerikanischer Chirurg und Offizier
- Edmund J. Myer (1846–1934), amerikanischer Gesangslehrer
- Morris Myer (1876–1944), rumänisch-britischer Journalist